# Mydaea gracilior
Mydaea gracilior är en tvåvingeart som beskrevs av Xue 1992. Mydaea gracilior ingår i släktet Mydaea och familjen husflugor.
Artens utbredningsområde är Jilin (Kina). Inga underarter finns listade i Catalogue of Life.